# Cross Plains (Texas)
Cross Plains è un centro abitato degli Stati Uniti d'America, situato nella contea di Callahan dello Stato del Texas.

## Geografia fisica
Cross Plains è situata a 32°07′35″N 99°09′53″W (32.126467, -99.164677).
Secondo lo United States Census Bureau, ha un'area totale di 1,2 miglia quadrate (3,1 km²).

## Società

### Evoluzione demografica
Secondo il censimento del 2000, c'erano 1.068 persone, 432 nuclei familiari, e 285 famiglie residenti nella città. La densità di popolazione era di 893,1 persone per miglio quadrato (343,6/km²). C'erano 554 unità abitative a una densità media di 463,3 per miglio quadrato (178,3/km²). La composizione etnica della città era formata dal 97,28% di bianchi, lo 0,47% di nativi americani, l'1.69% di altre razze, e lo 0,56% di due o più etnie. Ispanici o latinos di qualunque razza erano il 5,34% della popolazione.
C'erano 432 nuclei familiari di cui il 28,9% avevano figli di età inferiore ai 18 anni, il 50,2% erano coppie sposate conviventi, il 10,6% aveva un capofamiglia femmina senza marito, e il 33,8% erano non-famiglie. Il 32,2% di tutti i nuclei familiari erano individuali e il 19,4% aveva componenti con un'età di 65 anni o più che vivevano da soli. Il numero di componenti medio di un nucleo familiare era di 2,40 e quello di una famiglia era di 3,03.
La popolazione era composta dal 25,1% di persone sotto i 18 anni, il 7,3% di persone dai 18 ai 24 anni, il 21,7% di persone dai 25 ai 44 anni, il 22,4% di persone dai 45 ai 64 anni, e il 23,5% di persone di 65 anni o più. L'età media era di 42 anni. Per ogni 100 femmine c'erano 84,1 maschi. Per ogni 100 femmine dai 18 anni in giù, c'erano 81,0 maschi.
Il reddito medio di un nucleo familiare era di 22.235 dollari, e quello di una famiglia era di 27.500 dollari. I maschi avevano un reddito medio pro capite di 22.188 dollari contro i 17.955 dollari delle femmine. Il reddito medio pro capite era di 13.284 dollari. Circa il 18,5% delle famiglie e il 23,3% della popolazione erano sotto la soglia di povertà, incluso il 33,3% di persone sotto i 18 anni e il 19,0% di persone di 65 anni o più.